# Erigonoplus justus
Erigonoplus justus là một loài nhện trong họ Linyphiidae.
Loài này thuộc chi Erigonoplus. Erigonoplus justus được Octavius Pickard-Cambridge miêu tả năm 1875.